# Ragazzo Solo, Ragazza Sola
„Ragazzo Solo, Ragazza Sola” (wł. „Samotny chłopiec, samotna dziewczyna”) – singel Davida Bowiego z 1969.

## Publikacja
Nagrany specjalnie na rynek włoski, pierwsza strona singla zawiera utwór „Ragazzo Solo, Ragazza Sola” – piosenkę z melodią utworu „Space Oddity”, jednak z zupełnie innymi słowami, niemającymi nic wspólnego z oryginałem. Autorem słów w języku włoskim jest Giulio Rapetti, bardziej znany pod pseudonimem Mogol. Jedna z najmniej znanych i najbardziej poszukiwanych piosenek śpiewanych przez Bowiego, ukazała się tylko na tym singlu oraz na równie rzadkim i poszukiwanym albumie Rare.

## Lista utworów
1. „Ragazzo solo, ragazza sola” (Bowie, Mogol) – 5:15
2. „Wild Eyed Boy from Freecloud” (Bowie) – 4:59

## Twórcy
- David Bowie – wokal, gitara, stylofon
- Herbie Flowers – bas
- Terry Cox – perkusja
- Rick Wakeman – melotron
- sekcja smyczkowa (nieokreślona)